# ألكسندر يانكوفيتش (لاعب كرة قدم)
ألكسندر يانكوفيتش (بالهولندية: Aleksandar Janković)‏ (2 أغسطس 1988 بروتردام في هولندا - ) هو لاعب كرة قدم هولندي في مركز الوسط. لعب مع أدو دين هاغ ورادنيتشكي 1923 ‏.

## وصلات خارجية
- ألكسندر يانكوفيتش على موقع قاعدة بيانات كرة القدم.إي يو (الإنجليزية)
- ألكسندر يانكوفيتش على موقع Soccerway.com (الإنجليزية)